# يوم بدالة
يوم بدالة وهو يوم من أيام العرب في الجاهلية وكان بين قبيلة هذيل وقبيلة خزاعة في أرض يقال لها بدالة.

## خبر اليوم
روى الإمام السكري عن أبي عمرو خبر المعركة فقال.
| يوم بدالة | كان معقل بن خويلد بن واثلة بن مطحل قد قتل من خزاعة قبل ذلك عشر رهطٍ منهم المختطب وعامر بن أقرم | يوم بدالة |

فقال في هذا اليوم عبد مناف بن ربع.
وقال أمية بن الأشكر: